# Willem Bartjens

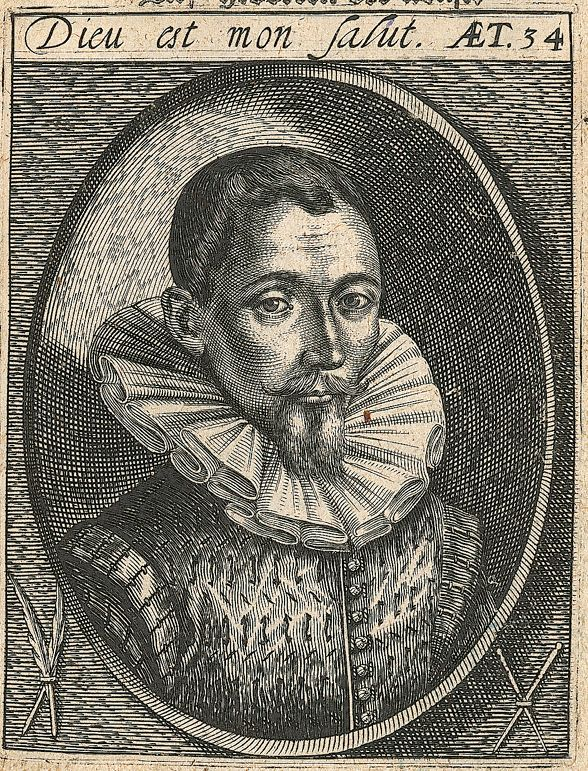
Portret van Willem Bartjens op de titelpagina van de eerste editie van 'De Cijfferinghe' (1604)

Willem Bartjens (Amsterdam, 1569 – Zwolle, vóór 10 mei 1638) was een Nederlandse schoolmeester, die bekend is geworden door zijn rekenboek "De Cijfferinghe van Mr. Willem Bartjens".

## Biografie

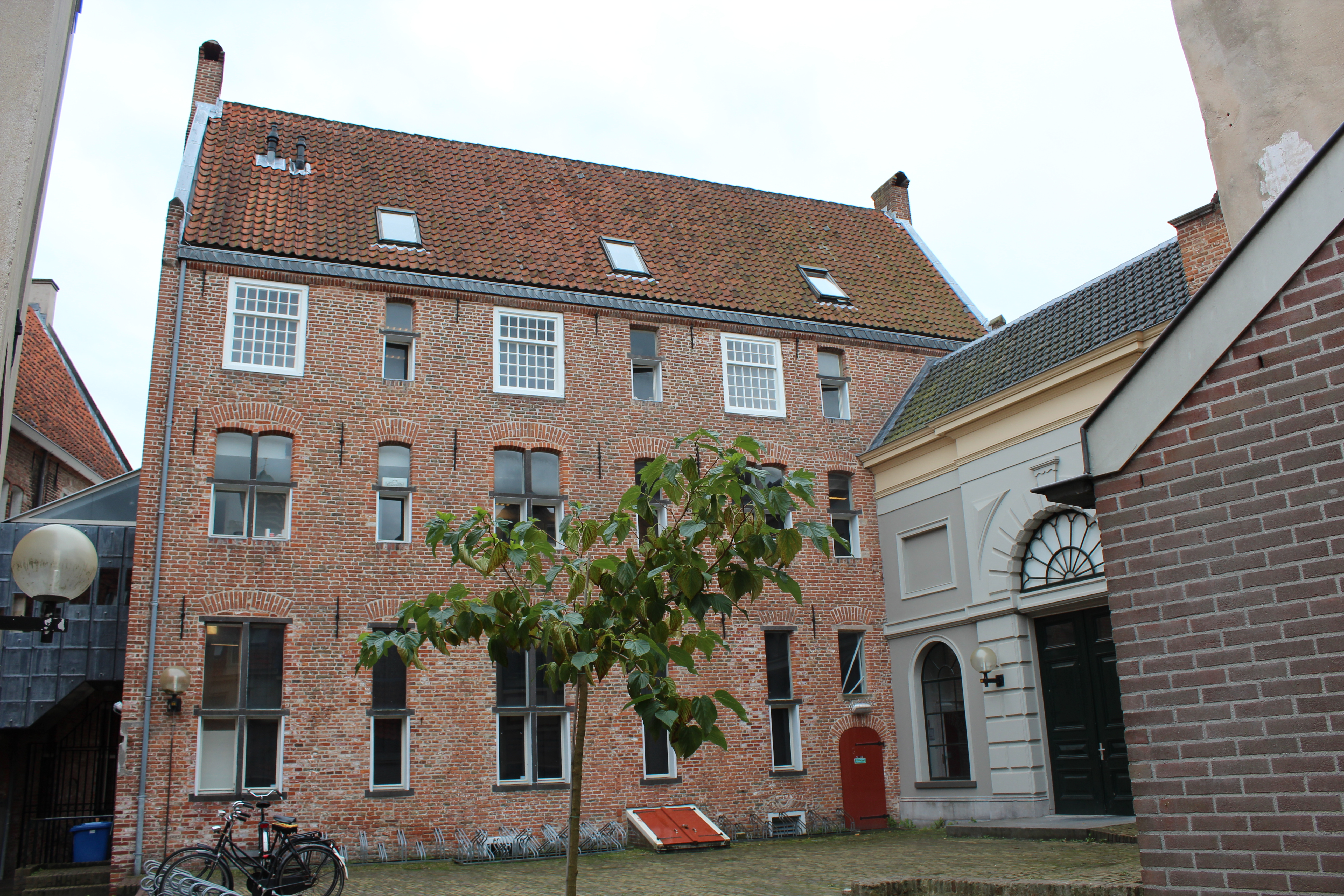
Het Rijke Fraterhuis, woonplaats van Bartjens in Zwolle.

In 1591 opende Bartjens een Franse school in de Amsterdamse Pijlsteeg, waar hij het gebruikelijke onderwijs gaf in rekenen, lezen, godsdienst, Frans en vaderlandse geschiedenis. In 1604 publiceerde hij zijn rekenboek. Gedurende twee eeuwen verscheen een groot aantal drukken, herdrukken en roofdrukken. De tweede, zogenaamd vernieuwde druk verscheen in 1633; de laatste druk in 1839. Van de eerste druk is uiteindelijk een exemplaar teruggevonden in de Erfgoedbibliotheek Hendrik Conscience in Antwerpen. In 2004, precies vier eeuwen na de eerste publicatie, is dit exemplaar in facsimile heruitgebracht.
Bartjens leefde lange tijd in Zwolle en woonde daar in de Praubstraat (Fraterhuis). Hij gaf les aan de Franse school in Zwolle. Als eerbetoon aan de schoolmeester is er in Zwolle jaarlijks een Groot Zwolsch Bartjens Rekendictee.
Bartjens leeft in de Nederlandse taal nog altijd voort in de uitdrukking: "Volgens Bartjens...". Dit geeft aan dat een berekening of een zin kloppend of logisch is, verwijzend naar het door hem geschreven rekenboek.

## Galerij

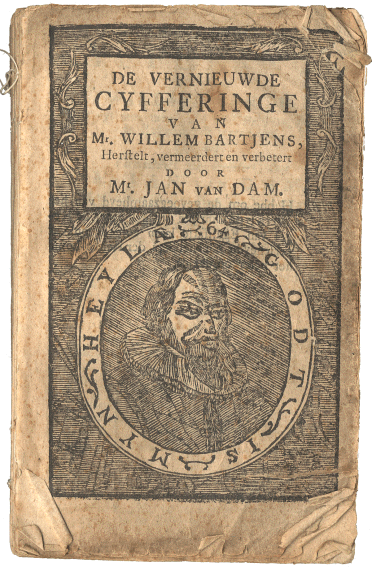
De vernieuwde Cijfferinge van Mr. Willem Bartjens
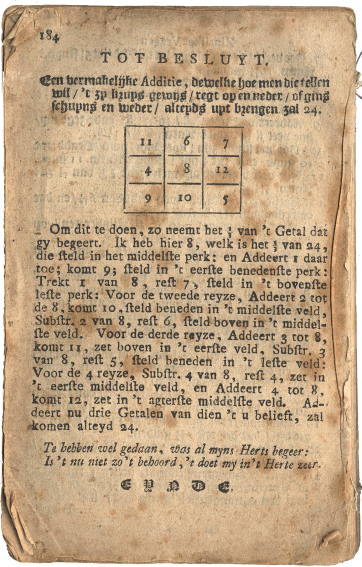
De laatste pagina (p184) van Cijfferinghe met daarop de uitleg van een magisch vierkant

## 21e eeuw
De naam Bartjens wordt door Het Financieele Dagblad opgevoerd als auteur van de dagelijkse column over de achtergronden van een actuele financiële gebeurtenis. Dit leidde in 2005 tot een opmerking van Autoriteit Financiële Markten omdat voor het publiek niet te achterhalen zou zijn wie Bartjens was en of deze auteur een belang had bij de uitspraken die in de column gedaan werden.

## Willem Bartjensprijs
In 1987 heeft de VVV in Zwolle de Willem Bartjensprijs in het leven geroepen voor personen of organisaties die zich bijzonder hebben ingespannen voor de promotie van de stad Zwolle.

## Bartjens Rekendictee
Ter promotie van het (hoofd-)rekenen werd tussen 2004 en 2014 jaarlijks het Groot Zwolsch Bartjens Rekendictee gehouden. Dit was een landelijk evenement met voorrondes en een finale in Zwolle. In 2022 heeft dit evenement nogmaals plaatsgevonden op de Hogeschool Utrecht.